# Valdesantiago
Valdesantiago es una localidad de la provincia de Salamanca, Comunidad Autónoma de Castilla y León, España. Pertenece al término municipal de Villagonzalo de Tormes.

## Localidad
Está formada por un reducido caserío y una pequeña capilla dedicada a San Antonio.

## Geografía
Valdesantiago se halla situada al suroeste del término municipal, entre un bosque de encinas, apartada de las principales vías de comunicación.

## Demografía
En la actualidad, su población es de 2 habitantes (INE 2017).